# Macrocoma gastonyi
Macrocoma gastonyi är en bladmossart som beskrevs av J.C. Norris och Vitt in Vitt 1973. Macrocoma gastonyi ingår i släktet Macrocoma och familjen Orthotrichaceae. Inga underarter finns listade i Catalogue of Life.